# Überlingen

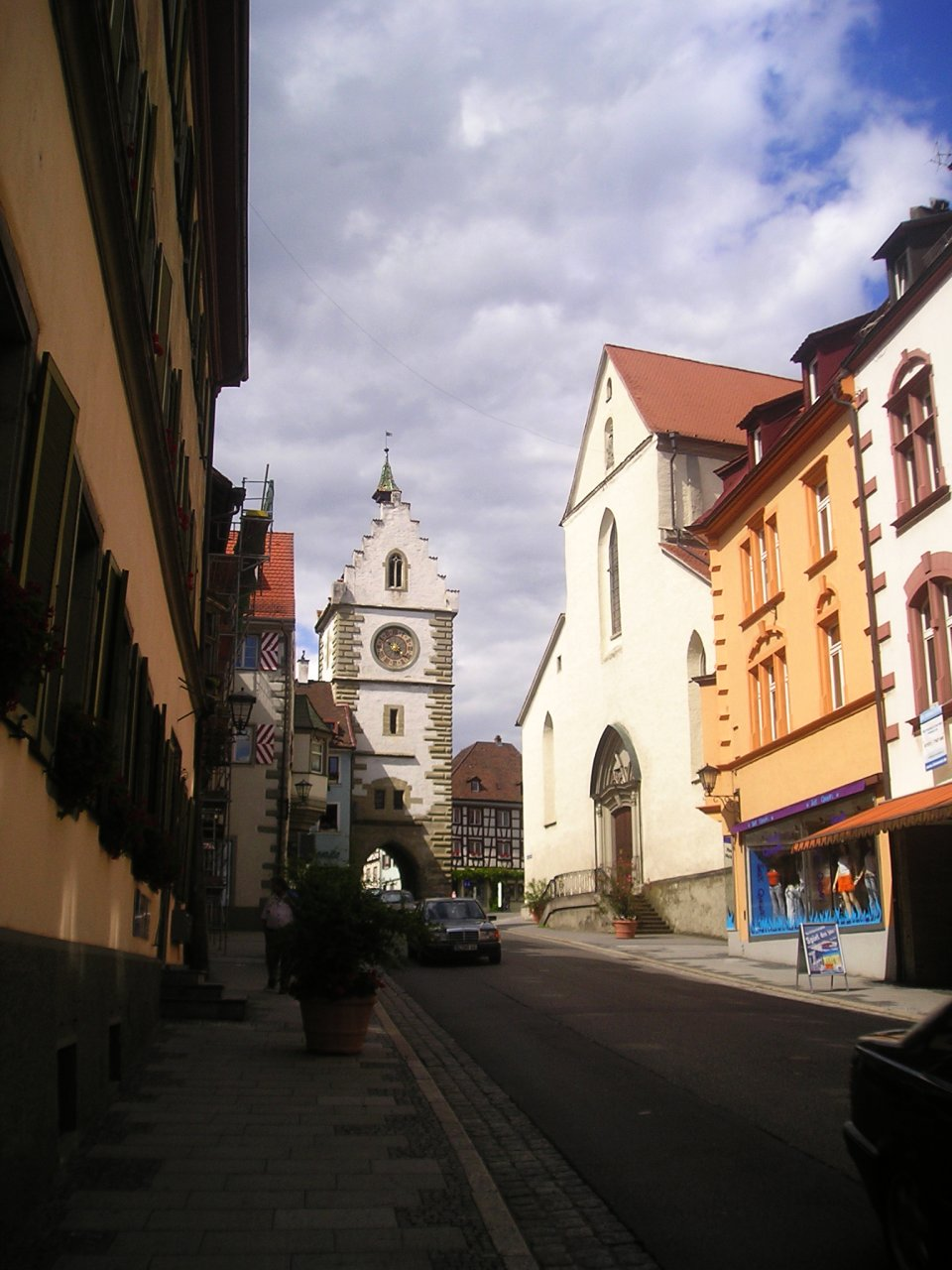
Gata i Überlingen.

Überlingen är en stad  i delstaten Baden-Württemberg i sydvästra Tyskland, vid Bodensjön. Folkmängden uppgick till 22 554 invånare i slutet av 2019, på en yta av 58,67 kvadratkilometer. 
Staden ingår i kommunalförbundet Überlingen tillsammans med kommunerna Owingen och Sipplingen.
Det tidigaste kända dokumentet som nämner Überlingen är från 770. Den fick sina stadsrättigheter 1211. Bebyggelsen i stadskärnan, inklusive katedral, stadshus och befästningar, stammar från grundandet av staden 1180. Staden blomstrade från 1200-talet till 1500-talet, framför allt tack vare intensiv druvodling på de sydvända sluttningarna av Bodensjön.
Under 30-åriga kriget misslyckades den svenska armén med att inta Überlingen 1632 och 1634. Den lyckades 1643, med hjälp av en kupp.
I en flygolycka över Überlingen 2002 dog 71 personer på grund av en kollision mellan en Boeing 757 och en Tupolev 154.